# Palmarés do Futebol Clube do Porto
Esta é uma lista de títulos e troféus oficiais dos principais escalões do Futebol Clube do Porto nas modalidades de Futebol, Hóquei em Patins, Basquetebol, Andebol e Voleibol.

## Futebol

### Masculino

#### Internacional
- Taça Intercontinental: 2

1987, 2004
- Liga dos Campeões: 2

1986/87, 2003/04
- Liga Europa: 2

2002/03, 2010/11
- Supertaça Europeia: 1

1987

#### Nacional
- Primeira Liga: 30

1934/35, 1938/39, 1939/40, 1955/56, 1958/59, 1977/78, 1978/79, 1984/85, 1985/86, 1987/88, 1989/90, 1991/92, 1992/93, 1994/95, 1995/96, 1996/97, 1997/98, 1998/99, 2002/03, 2003/04, 2005/06, 2006/07, 2007/08, 2008/09, 2010/11, 2011/12, 2012/13, 2017/18, 2019/20, 2021/22
- Taça de Portugal: 20

1955/56, 1957/58, 1967/68, 1976/77, 1983/84, 1987/88, 1990/91, 1993/94, 1997/98, 1999/00, 2000/01, 2002/03, 2005/06, 2008/09, 2009/10, 2010/11, 2019/20, 2021/22, 2022/23, 2023/24
- Taça da Liga: 1

2022/23
- Supertaça Cândido de Oliveira: 24

1981, 1983, 1984, 1986, 1990, 1991, 1993, 1994, 1996, 1998, 1999, 2001, 2003, 2004, 2006, 2009, 2010, 2011, 2012, 2013, 2018, 2020, 2022, 2024
- Campeonato de Portugal: 4

1921/22, 1924/25, 1931/32, 1936/37
Total=86, 7 internacionais e 79 nacionais
 Atualizado em 3 de agosto de 2024

## Hóquei em patins

### Masculino

#### Internacional
- Taça Intercontinental: 1

2021
- Liga dos Campeões: 3

1985/86, 1989/90, 2022/23
- Taça WSE: 2

1993/94, 1995/96
- Taça das Taças: 2

1981/82, 1982/83
- Taça Continental: 2

1986, 2023

#### Nacional
- Campeonato Nacional: 26

1982/83, 1983/84, 1984/85, 1985/86, 1986/87, 1988/89, 1989/90, 1990/91, 1998/99, 1999/00, 2001/02, 2002/03, 2003/04, 2004/05, 2005/06, 2006/07, 2007/08, 2008/09, 2009/10, 2010/11, 2012/13, 2016/17, 2018/19, 2021/22, 2023/24, 2024/25
- Campeonato Metropolitano: 1

1968
- Taça de Portugal: 19

1982/83, 1984/85, 1985/86, 1986/87, 1987/88, 1988/89, 1995/96, 1997/98, 1998/99, 2004/05, 2005/06, 2007/08, 2008/09, 2012/13, 2015/16, 2016/17, 2017/18, 2021/22, 2023/24
- Supertaça António Livramento: 23

1983, 1984, 1985, 1986, 1987, 1988, 1989, 1990, 1991, 1996, 1998, 2000, 2005, 2006, 2007, 2008, 2009, 2011, 2013, 2016, 2017, 2018, 2019
- Elite Cup: 1

2022
Total=80, 10 internacionais e 70 nacionais
 Atualizado em 25 de junho de 2025

## Basquetebol

### Masculino

#### Nacional
- Campeonato Nacional: 12

1951/52, 1952/53, 1971/72, 1978/79, 1979/80, 1982/83, 1995/96, 1996/97, 1998/99, 2003/04, 2010/11, 2015/16
- Campeonato Metropolitano: 1

1971/72
- Taça de Portugal: 16

1978/79, 1985/86, 1986/87, 1987/88, 1990/91, 1996/97, 1998/99, 1999/00, 2003/04, 2005/06, 2006/07, 2009/10, 2011/12, 2018/19, 2023/24, 2024/25
- Taça Hugo dos Santos: 8

1999/00, 2001/02, 2003/04, 2007/08, 2009/10, 2011/12, 2015/16, 2020/21
- Supertaça: 8

1986, 1997, 1999, 2004, 2011, 2016, 2019, 2024
- Troféu António Pratas: 1

2010/11
Total=46 nacionais
 Atualizado em 23 de março de 2025

## Andebol

### Masculino

#### Nacional
- Campeonato Nacional: 24

1953/54, 1956/57, 1957/58, 1958/59, 1959/60, 1962/63, 1963/64, 1964/65, 1967/68, 1998/99, 2001/02, 2002/03, 2003/04, 2008/09, 2009/10, 2010/11, 2011/12, 2012/13, 2013/14, 2014/15, 2018/19, 2020/21, 2021/2022, 2022/23
- Taça de Portugal: 9

1975/76, 1976/77, 1978/79, 1979/80, 1993/94, 2005/06, 2006/07, 2018/19, 2020/21
- Taça da Liga: 3

2003/04, 2004/05, 2007/08
- Supertaça: 8

1994, 1999, 2000, 2002, 2009, 2014, 2019, 2021
Total=44 nacionais
 Atualizado em 3 de junho de 2023

## Voleibol

### Masculino

#### Nacional
- Campeonato Nacional: 9

1968/69, 1969/70, 1970/71, 1972/73, 1974/75, 1976/77, 1977/78, 1985/86, 1987/88
- Taça de Portugal: 6

1967/68, 1969/70, 1970/71, 1971/72, 1986/87, 1987/88
Total=15

### Feminino

#### Internacional
- Taça Ibérica: 4

2024

#### Nacional
- Campeonato Nacional: 4

2020/21, 2021/22, 2022/23, 2023/24
- Taça de Portugal: 1

2019/20
- Supertaça: 4

2019, 2020, 2021, 2022
Total=10, 1 internacional e 9 nacionais
 Atualizado em 22 de setembro de 2024